# The Sheriff's Honeymoon
The Sheriff's Honeymoon è un cortometraggio muto del 1913 diretto da Arthur Mackley che ne è anche l'interprete principale insieme a sua moglie, l'attrice Julia Mackley.

## Produzione
Il film fu prodotto dall'Essanay Film Manufacturing Company. Venne girato a Hollywood.

## Distribuzione
Distribuito dalla General Film Company, il film - un cortometraggio di una bobina - uscì nelle sale cinematografiche USA il 25 novembre 1913.